# Кочофа, Анисет Габриэль
Анисе́т Габриэ́ль Кочо́фа (род. 27 февраля 1959, Республика Бенин) — дипломат, общественный деятель, международный спортивный функционер. Чрезвычайный и Полномочный Посол Республики Бенин в Российской Федерации и странах СНГ (2012—2016), Посол российского образования и науки (с 2023 г.). Основатель и первый президент Ассоциации иностранных студентов России. Генеральный директор Международного координационного совета выпускников высших учебных заведений (ИНКОРВУЗ). Член Исполнительного комитета Международной федерации университетского спорта (FISU) в 2019-2023 гг. Генеральный секретарь Университетского комитета Panathlon International (PCU Committee). Верховный комиссар по международному сотрудничеству, заместитель Генерального секретаря Евразийской организации экономического сотрудничества. Кандидат геолого-минералогических наук, доцент Московского государственного университета им. М. В. Ломоносова, профессор Пензенского государственного университета, почетный профессор 12 университетов.

## Биография
Родился 27 февраля 1959 года в Республике Бенин.
В 1987 г. окончил Московский институт нефти и газа им. И. М. Губкина по специальности «Геология и разведка нефтяных и газовых месторождений», затем — аспирантуру РГУ нефти и газа им. И. М. Губкина. Защитил диссертацию на соискание степени кандидата геолого-минералогических наук.
В 1996 г. основал Ассоциацию иностранных студентов России (АИС) и до 2013 г. являлся её президентом. В настоящее время — заместитель Председателя Попечительского совета Ассоциации.
В 2012—2016 гг. — Чрезвычайный и Полномочный Посол Республики Бенин в Российской Федерации и странах СНГ. Одновременно — Президент клуба русскоговорящих послов в России.
С начала 2000-х гг. осуществляет широкую международную деятельность. С 2007 по 2016 г. — Президент Высшего совета диаспоры бенинских граждан в мире. С 2017 г. — заместитель Председателя по взаимодействию с органами государственной власти, управления и дипломатическими структурами Союза «Африканская деловая инициатива». Генеральный директор Международного координационного совета выпускников высших учебных заведений (ИНКОРВУЗ). Верховный комиссар по международному сотрудничеству, заместитель Генерального секретаря Евразийской организации экономического сотрудничества.
В прошлом — полупрофессиональный спортсмен, легкоатлет, футболист. С начала 2000-х гг. — в управлении международными спортивными организациями. С 2002 года — Генеральный секретарь Университетского комитета Panathlon International (PCU Committee) (ранее — Международной федерации межуниверситетского спорта). Член Исполнительного комитета Международной федерации университетского спорта (FISU) в 2019-2023 гг.
С 1994 года ведёт активную преподавательскую деятельность в университетах России и СНГ. В 1994—2013 гг. — преподаватель, доцент Кафедры теоретических основ поисков и разведки нефти и газа РГУ нефти и газа им. И. М. Губкина. В 2007—2016 гг. — преподаватель, доцент Кафедры горного и нефтяного дела Российского университета дружбы народов. В 2000—2013 гг. — преподаватель, доцент Московской академии экономики и права. В 2013—2015 гг. — преподаватель, профессор Кафедры экологии Пензенского государственного университета. С 2017 г. — преподаватель, доцент Кафедры разработки Геологического факультета МГУ им. М. В. Ломоносова.
Почётный профессор 12 университетов, в том числе Белгородского государственного технологического университета строительных материалов им. В. Г. Шухова, Уральского государственного экономического университета, Государственного института русского языка им. А. С. Пушкина, Астраханского государственного университета и др. Член Попечительского совета Финансового Университета при Правительстве Российской Федерации.
Иностранный член-корреспондент Российской академии естественных наук. Эксперт Валдайского клуба и ряда международных организаций.
Награждён рядом государственных и отраслевых наград. Командор Национального Ордена Республики Бенин.
В 2023 года удостоен звания "Посол российского образования и науки".
Награждён Почетной грамотой Министерства науки и высшего образования Российской Федерации за значимый вклад в укрепление межнациональных связей и развитие Ассоциации иностранных студентов.
Владеет французским, английским, русским языками и рядом национальных языков Бенина и Нигерии.